# Espectáculo callejero

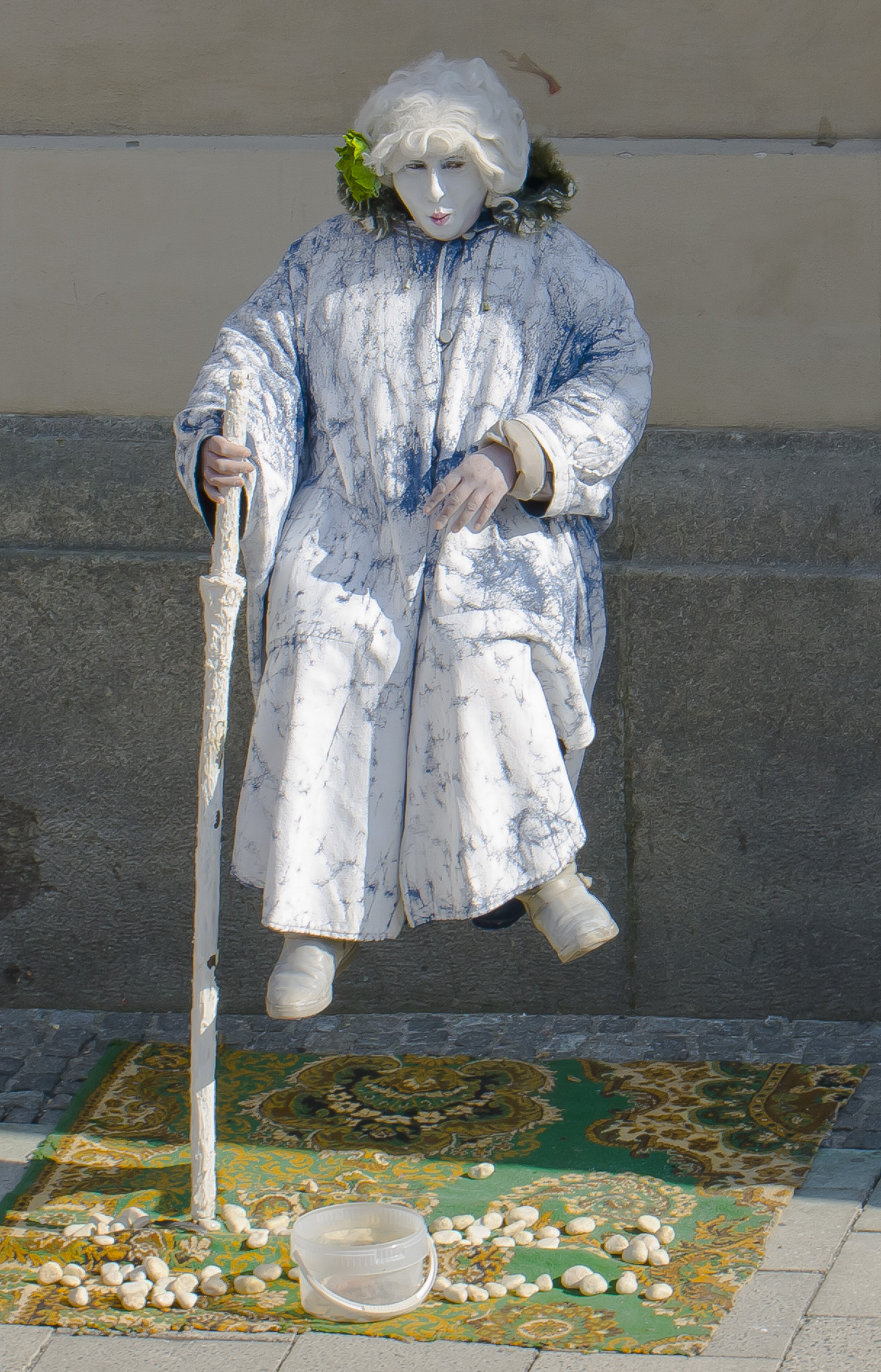
Artista callejero en Múnich (Alemania).

Espectáculo callejero, actuación callejera o acto callejero es cualquier tipo de representación, atracción, servicio o conjunto de actividades para entretener a un público ocasional, ofrecidos en la calle o en un espacio público similar. Tiene su máxima expresión en el teatro de calle, y su origen en los espectáculos tradicionales de acróbatas y saltimbanquis, de malabarismo y contorsionismo, animales adiestrados (perros bailarines, pájaros cantores, monos, etc), trucos con naipes (incluidos los timos), leer la mano y otros métodos de adivinar la fortuna, dibujar retratos o caricaturas, mimo e imitaciones, comedia, baile, tragar fuego, música callejera y otras muchas actividades más o menos espectaculares o improvisadas. En este amplio y diverso contexto, cabría incluirse los conciertos en los templetes de los parques, las rondas nocturnas de las tunas o los mariachis, las murgas y otros espectáculos de la parafernalia callejera del Carnaval o similares festejos populares. 

## El «busking»
En la cultura anglosajona del siglo xxi se ha impuesto un tipo de espectáculo callejero denominado «busking» o actuación de artistas callejeros («buskers»), que lingüísticamente tiene su origen en espectáculos así llamados ya desde 1860.

### Espectáculo callejero en Dublín

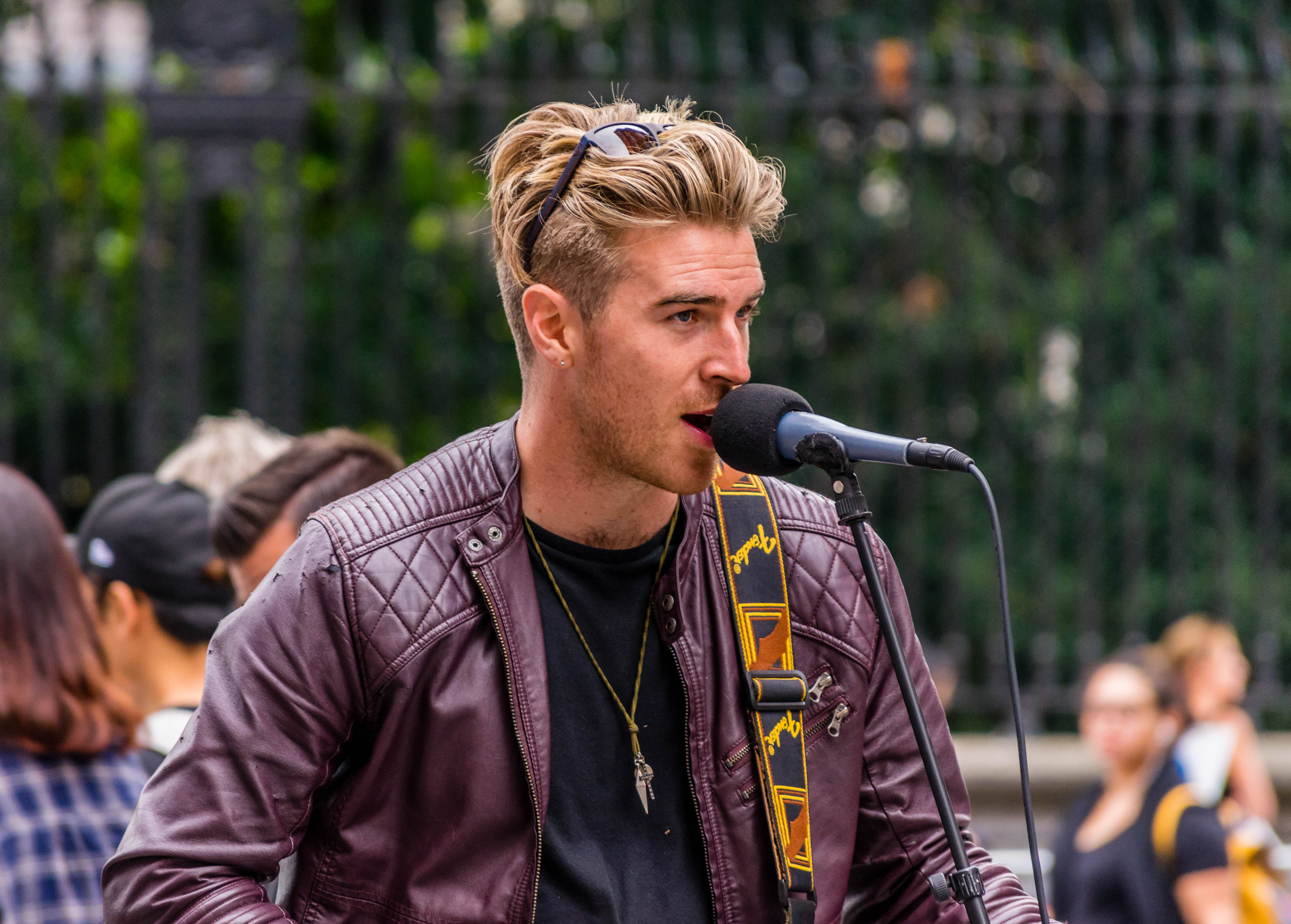
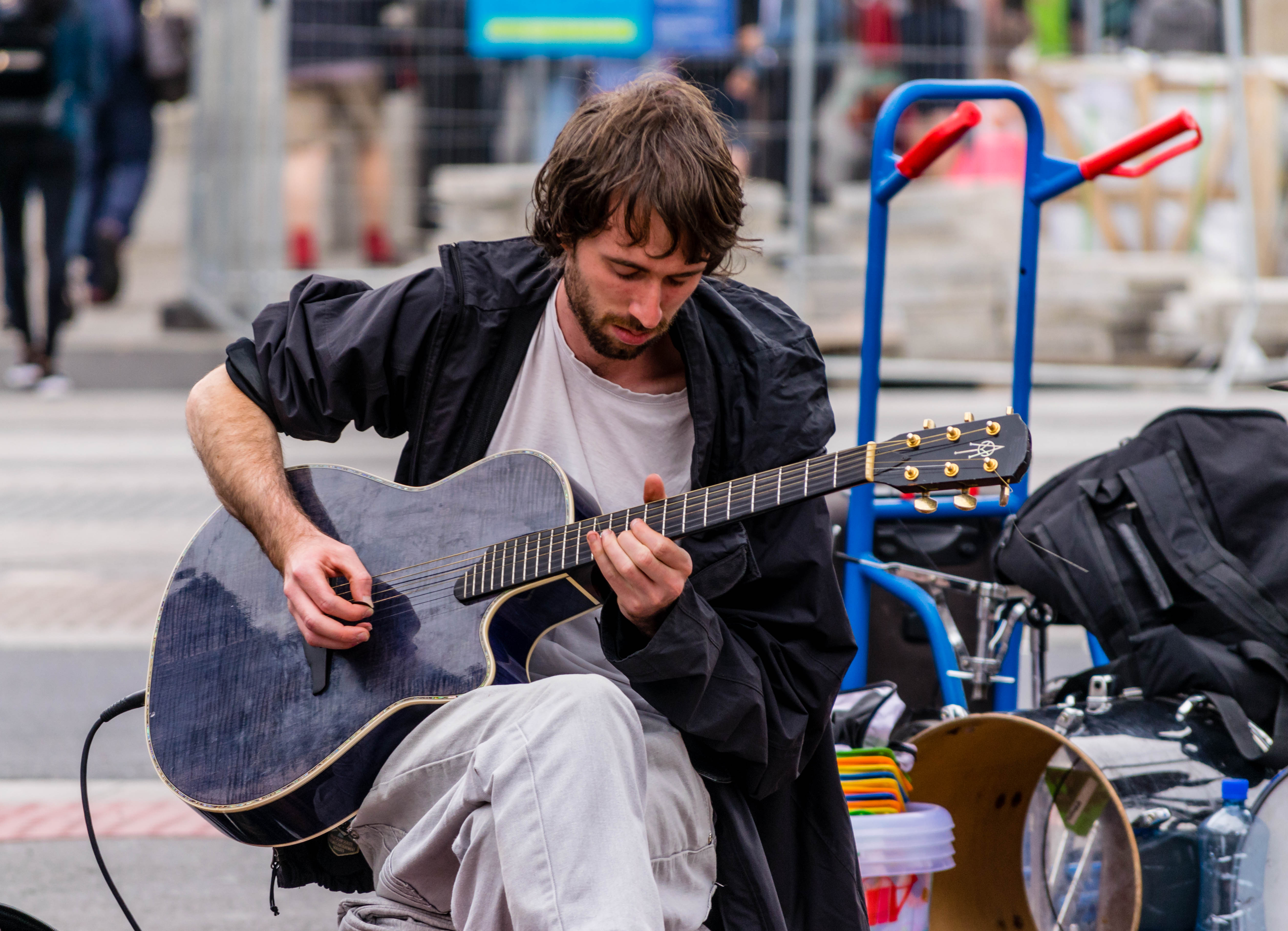
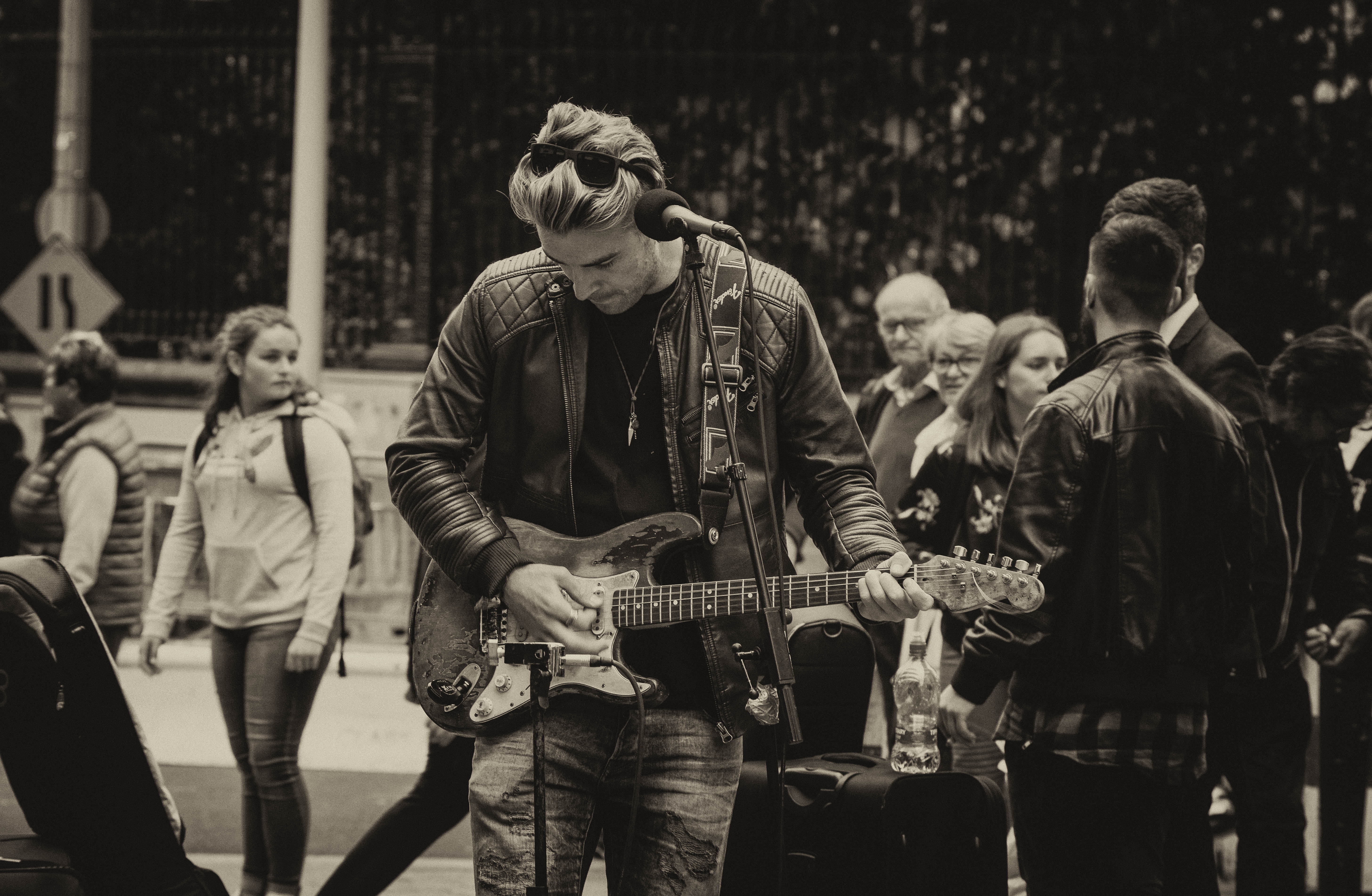
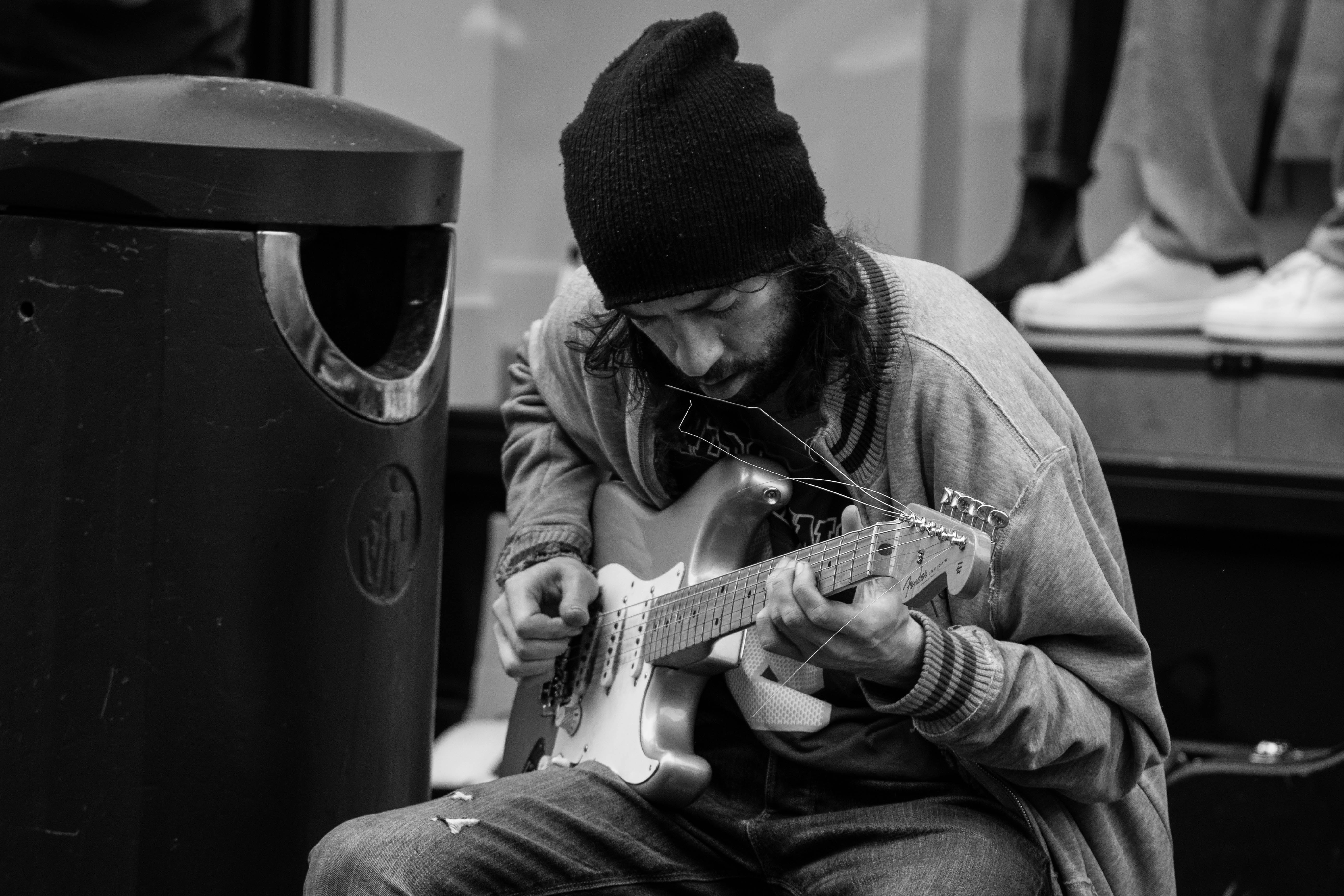
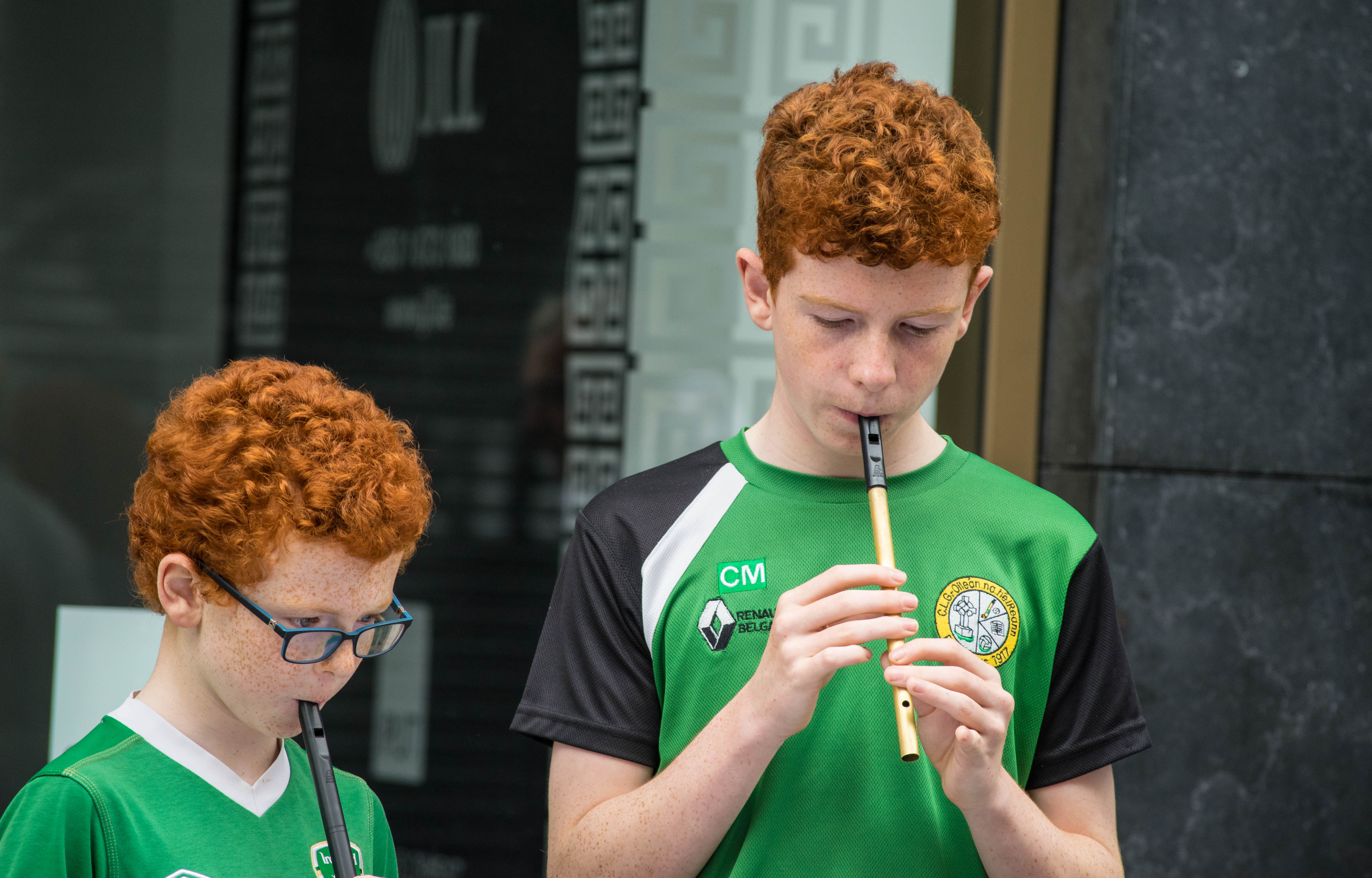